# Eva Karlsson
Eva Karlsson (Karlskoga, 21 de septiembre de 1961) es una deportista sueca que compitió en piragüismo en la modalidad de aguas tranquilas.
Participó en los Juegos Olímpicos de Los Ángeles 1984, obteniendo una medalla de plata en la prueba de K4 500 m. Ganó una medalla de bronce en el Campeonato Mundial de Piragüismo de 1981.

## Palmarés internacional
| Juegos Olímpicos   | Juegos Olímpicos             | Juegos Olímpicos  | Juegos Olímpicos |
| Año                | Lugar                        | Medalla           | Evento           |
| ------------------ | ---------------------------- | ----------------- | ---------------- |
| 1984               | Los Ángeles (Estados Unidos) | Medalla de plata  | K4 500 m         |
| Campeonato Mundial |                              |                   |                  |
| Año                | Lugar                        | Medalla           | Evento           |
| 1981               | Nottingham (Reino Unido)     | Medalla de bronce | K4 500 m         |